# Wechsler Intelligence Scale for Children

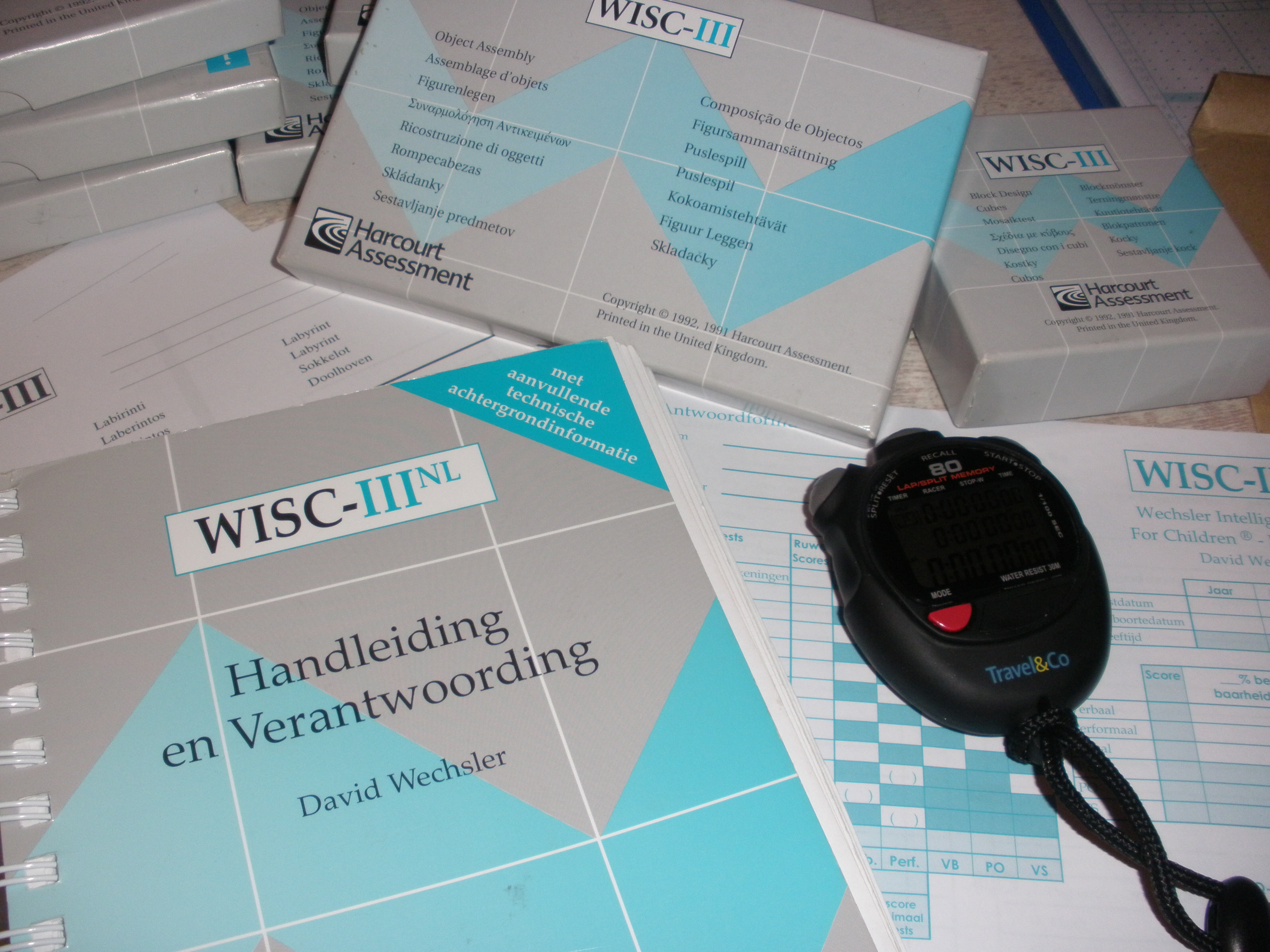
WISC-III, Nederlandse editie

Wechsler Intelligence Scale for Children (WISC) (Wechsler intelligentieschaal voor kinderen), is een veel gebruikte intelligentietest voor kinderen tussen de 6 en 16 jaar oud. De test kan worden afgenomen zonder dat het kind hoeft te kunnen lezen of schrijven. De uitslag is een IQ score. De WISC is ontworpen door David Wechsler.

## Geschiedenis
De oorsprong van de WISC ligt in de jaren dertig van de twintigste eeuw, toen David Wechsler de 'Wechsler-Bellevue Intelligence Scale' ontwikkelde. Tijdens de Tweede Wereldoorlog ontwikkelde Wechsler de tweede versie van de 'Wechsler-Bellevue Intelligence Scale', aanvankelijk vooral met het oog op gebruik door het Amerikaanse leger. In 1946 werd de test gepubliceerd voor algemeen gebruik. Deze tweede versie was de directe voorloper van de WISC (1949) en vormde de basis voor de meeste van de huidig aanwezige subtests. De WISC maakte daarna een eigen ontwikkeling door, waarbij steeds nieuwe versies ontwikkeld werden, eerst in de vorm van de WISC-R (de "r" is van revised; herzien) en nu als de huidige WISC-III. In het Nederlandse taalgebied is eenzelfde ontwikkeling waar te nemen. Veel van de testopgaven, die ontwikkeld werden voor de tweede versie van de 'Wechsler-Bellevue Intelligence Scale', zijn ook nog in de WISC-III-NL te vinden. In 2017 is een nieuwe versie van de test; de WISC-V-NL verschenen.
Naast de WISC, die bedoeld is voor kinderen van 6 tot en met 16 jaar, heeft Wechsler ook nog een viertal andere test ontwikkeld; de WPPSI (1967) voor kinderen van 3 tot 7 jaar, de WAIS (1955) voor volwassenen van 16 tot 75 jaar en de WNV (2008) een non verbale test voor kinderen en adolescenten van 4 tot en met 21 jaar en de Wechsler Memory Scale [WMS] (2014).

## Inhoud
De resultaten die het kind op de verschillende subtests van de WISC-III-NL behaalt, worden samengevat in een drietal scores. De som van alle scores op de verbale subtests levert het Verbaal IQ en de som van alle scores op de performale subtests levert het Performaal IQ op. De scores op alle 10 de subtests leveren tezamen het Totaal IQ op.
Verbale subtests:
- informatie,
- overeenkomsten,
- rekenen,
- woordkennis,
- begrijpen en
- cijferreeksen¹

Performaal subtests:
- onvolledige tekeningen,
- substitutie,
- plaatjes ordenen,
- blokpatronen,
- figuur leggen,
- symbolen vergelijken² en
- doolhoven ¹

¹ aanvullende subtest, ² optionele subtest
In aanvulling op het Verbaal, Performaal en het Totaal IQ is het mogelijk factorscores te berekenen die gebaseerd zijn op drie factoren. Het betreft: 1) Verbaal begrip, 2) Perceptuele organisatie en 3) Verwerkingssnelheid. Deze schalen hebben evenals de IQ schalen, een gemiddelde van 100 en een standaardafwijking van 15.
Op de WISC-V-NL zijn de scores in te delen in 5 primaire indexen en 5 secundaire indexen naast het Totaal IQ. De primaire indexen zijn Verbaal Begrip Index, Visueel Ruimtelijke Index, Fluid Redeneren Index, Werkgeheugen Index en Verwerkingssnelheid Index. De 5 secundaire indexen zijn: Kwantitatief Redeneren, Auditief Werkgeheugen, Nonverbaal, Algemene Vaardigheid en Cognitieve Competentie. Al deze indexen worden gebaseerd op 14 subtests, namelijk:
1. Blokpatronen
2. Overeenkomsten
3. Matrix Redeneren
4. Cijferreeksen
5. Symbool Substitutie Coderen
6. Woordenschat
7. Gewichten
8. Figuur Samenstellen
9. Plaatjesreeksen
10. Symbool Zoeken
11. Cijfers en Letters Nazeggen
12. Figuur Zoeken
13. Begrijpen 
14. Rekenen
De test dient individueel afgenomen te worden waardoor alle ruimte wordt geboden voor observatie van het testgedrag van het kind. De test kan voor diverse doelen gebruikt worden. Men kan denken aan psychologische beoordelingen in verband met educatieve vragen, beslissingen over plaatsing van kinderen, vraagstellingen die samenhangen met hoogbegaafdheid of leerproblemen bij schoolgaande kinderen en klinisch en neuropsychologisch onderzoek.

## Toepassing
De WISC wordt niet alleen gebruikt om het IQ te meten, sommigen gebruiken het ook om ADHD of leermoeilijkheden in kaart te brengen. Als men dit doet gaat het om patroonherkenning. Hierbij worden de (lage) resultaten op de verschillende subtests met elkaar vergeleken. Onderzoek van Watkins, Kush, & Glutting in 1997 geeft echter aan dat dit geen effectieve manier is. Een overgrote meerderheid van kinderen met ADHD voldoet niet aan het patroon van lage scores op bepaalde subtests en kinderen die wel de lage scores hebben, hebben weer geen ADHD. Ook voor het diagnosticeren van leerproblemen is de WISC volgens Ward, Ward, Hatt, Young, & Moller, in hun onderzoek van 1995, niet geschikt.
Bij het onderzoek van kinderen, blijkt uit "best practices" dat er meerdere test gebruikt moeten worden om zaken goed in beeld te brengen, zaken als leerproblemen, concentratie (ADHD) en emotionele problemen kunnen dezelfde symptomen hebben. Bovendien kan dit elkaar beïnvloeden. Kinderen die bijvoorbeeld leerproblemen hebben kunnen emotioneel gefrustreerd raken waardoor zij weer concentratieproblemen kunnen krijgen. Kinderen met ADD of ADHD kunnen leerproblemen hebben als gevolg van hun concentratieproblemen of als gevolg van een wanordelijke werkwijze of zwakke begaafdheid. Kortom problemen bij ouders of kinderen moeten nooit met uitsluitend een IQ test worden vastgesteld. Of uitsluitend met een gesprek, medisch onderzoek, ouderlijk rapport of welke andere test dan ook. De IQ test kan wel naast andere tests bepaalde mogelijkheden wegstrepen ook kunnen eventuele andere problemen aan het licht komen. Zodoende kan het een goede bron zijn van gegevens als de tests goed worden geanalyseerd en er niet uitsluitend naar de IQ- totaalscore wordt gekeken. (Sattler)
Over het algemeen is men het er over eens dat de WISC het best gebruikt kan worden om intelligentie te meten en niet ADHD of leerproblemen. Het wordt echter wel gebruikt om het IQ te vergelijken met de prestaties van een kind op school en in sociaal verband. Een eventueel verschil zegt iets over hoe goed of slecht het kind in z'n vel zit. Een hoge IQ score en slechte schoolresultaten is een duidelijke alarmbel.

## Vertaling
De test is oorspronkelijk een Amerikaanse test. Er zijn vertalingen en aanpassingen van de normering voor de volgende talen en landen Engels (USA, Canada, UK), Spaans, Noors, Zweeds, Frans (Frankrijk en Canada), Duits (Duitsland, Oostenrijk en Zwitserland), Chinees, Grieks, Sloveens, Italiaans en ook in het Nederlands. Een vertaling van een intelligentietest vergt meer dan het vertalen van de vragen en instructies. Vooral het opstellen van de eigen normen voor het Nederlandse taalgebied is een arbeidsintensieve bezigheid.